# Лата (Јужна Каролина)
Лата (енгл. Latta) град је у америчкој савезној држави Јужна Каролина.

## Демографија
По попису из 2010. године број становника је 1.379, што је 31 (-2,2%) становника мање него 2000. године.
| Група             | 2000.       | 2010.       |
| Белци             | 814 (57,7%) | 813 (59,0%) |
| Афроамериканци    | 571 (40,5%) | 530 (38,4%) |
| Азијати           | 0 (0,0%)    | 1 (0,1%)    |
| Хиспаноамериканци | 9 (0,6%)    | 17 (1,2%)   |
| Укупно            | 1.410       | 1.379       |